# Grad Konopiště
Grad Konopište (češko Konopiště) je trinadstropni grad s štirimi krili na Češkem okoli 50 km jugovzhodno od Prage, zunaj mesta Benešov. Znan je postal kot zadnje prebivališče nadvojvode Franca Ferdinanda, dediča avstro-ogrske krone, čigar umor v Sarajevu je sprožil prvo svetovno vojno. Kroglo, ki ga je ubila, je izstrelil Gavrilo Princip in je razstavljena v grajskem muzeju.

## Zgodovina
Grad je v 1280-ih zgradil praški škof Tobija kot gotsko utrdbo v slogu francoskega gradu s pravokotnim tlorisom in okroglimi stolpi, ki štrlijo na vogalih, tako da je omogočal najučinkovitejšo obrambo.  Po podatkih je bila leta 1318 lastnica družina Beneš iz bližnjega Benešova, leta 1327 pa je grad prešel v roke Šternberkov. Leta 1468 je mesto po obleganju zavzela vojska Jurija Podebradija in ga obdržala skoraj dve leti. Leta 1603 je posest kupila Dorota Hodejovski iz Hodejova, ki je staro gotsko utrdbo renesančno spremenila.  Družina Hodejovski je utrdila svoje premoženje zaradi svojega dejavnega sodelovanja pri protihabsburškem uporu leta 1620. Nato je grad kupil Albrecht von Wallenstein, od njega pa Adam Michna iz Vacínova. Michna je bil znan zaradi zatiranja tlačanov, ki so se mu uprli in leta 1627 osvojili Konopište. Leta 1648 so ga zasedli in izropali Švedi.  Družina Vrtba je nato kupila propadajočo zgradbo.
Po letu 1725 so novi lastniki grofje Vrtba grad preoblikovali v baročnem slogu. Dvižni most je bil nadomeščen s kamnitim, v bližini vzhodnega stolpa je bil v obzidju dodan nov vhod. Vrata, ki so ga krasila, je oblikoval František Maxmilián Kaňka. Prikazani so kipi iz delavnice Matthiasa Bernarda Brauna. Leta 1746 so bile uničene zgornje ravni štirih stolpov, en stolp pa popolnoma porušen. Med popravilom notranjosti so bile na zgornjih nadstropjih velike dvorane naslikane mitološke in alegorične freske in narejeni marmorni kamini z izrezljanimi okraski Lazarja Wildmanna. Leta 1830 je postal lastnik gradu Johann Karl princ Lobkowicz (1799–1878).
Nadvojvoda Franz Ferdinand Avstrijski je kupil Konopište 1. marca 1887 s svojo dediščino iz zadnje vladavine vojvodine Modene in ga obnovil med letoma 1889 in 1894. Arhitekt Josef Mocker ga je preuredil v razkošno bivališče, primerno za prihodnjega cesarja. Imel ga je raje kot svoje uradno prebivališče na Dunaju. 225 hektarjev velik angleški park s terasami, vrtnicami in kipi je bil urejen istočasno.
V začetku junija 1914 je povabil Viljema II., nemškega cesarja, na ogled svojih vrtnic. Če so razpravljali o politiki, so razpravljali o Romuniji, takrat je nastala tudi tajna teorija o načrtovanem napadu na Srbijo ali delitev Avstro-Ogrske. Po umoru nadvojvode je več mesecev pozneje spomin na ta obisk verjetno spremenil mnenje cesarja, ki je dal Avstriji več pooblastil pri ravnanju s Srbijo, kot jih je imela v bosanski krizi leta 1909. 
Od leta 1921 je bil grad v lasti Češkoslovaške in nato Češke. Je eden od 90-ih v državni lasti. Ministrstvo za kulturo porabi več kot 800.000 ameriških dolarjev letno za vzdrževanje gradu, kar si delno povrne s prodajo vstopnic in občasnim najemom. 
Njeno presvetlo visočanstvo princesa Zofija von Hohenberg, potomka Franca Ferdinanda, je zahtevala vrnitev gradu njeni družini, ki ni bila nikoli priznana kot del habsburške vladarske hiše, z obrazložitvijo, da zanje ne veljajo določbe 208. člena senžermenske mirovne pogodbe in češkoslovaškega 3. člena zakona št. 354 iz leta 1921.  Decembra 2000 je vložila tožbo v Benešovu, zahtevala grad in njegove posesti s 6070 hektarjev gozdov in tudi pivovarno.

## Ogledi gradu
Grad Konopište je bil odprt za javnost leta 1971. Obiskovalci si lahko ogledajo stanovanjske prostore nadvojvode Franca Ferdinanda, ki je bil navdušen lovec, veliko zbirko lovskih trofej, kolekcijo Obizzi-Este (tretjo največjo evropsko zbirko orožja in srednjeveškega orožja z gradu Catajo v Padovi v Italiji), dvorano s streliščem na premične tarče, vrtove z italijanskimi renesančnimi kipi ter rastlinjake. Grad je za javnost odprt v mesecih od aprila do oktobra. 
Leta 1973 je bil tam posnet del filma Jáchym, v stroj z njim!. 
Del filma The Illusionist, ki se dogaja v knežjem dvorcu, je bil posnet na gradu Konopište.

## Pomembni osebnosti
- Josef (Franz Jaroslav) Schaller (* 1738, Konopište, umrl je 1809 v Pragi), češki zgodovinar in geograf,
- Zofija, vojvodinja Hohenberg, živela je v gradu,
- nadvojvoda Franc Ferdinand Avstrijski, živel je v gradu,
- Maksimilijan, vojvoda Hohenberg, živel je v gradu,
- princ Ernst von Hohenberg, rojen na gradu Konopište,
- princesa Zofija von Hohenberg, rojena na gradu Konopište